# 플레처 (가수)
플레처(Fletcher, 1994년 3월 19일 ~ )는 미국의 배우, 싱어송라이터이다. 2010년 단편 영화 《How Katie Howard Found Herself》로 데뷔했으며, 2011년 더 엑스 팩터 시즌 1에 참가하기도 했다. 2015년 7월 15일, 데뷔 싱글 "War Paint"를 발매하였다.

## 음반 목록

### 정규 앨범
- 《Girl of My Dreams》 (2022)
- 《In Search of the Antidote》 (2024)
- 《Would You Still Love Me If You Really Knew Me?》 (2025)

### EP
- 《Finding Fletcher》 (2016)
- 《You Ruined New York City for Me》 (2019)
- 《The S(ex) Tapes》 (2020)